# June Nunatak
Il June Nunatak è l'elemento centrale di tre nunatak (picchi rocciosi isolati) situati al centro del flusso nella parte superiore del Ghiacciaio Liv, circa 7 km a sudest del Monte Wells, nei Monti della Regina Maud,  in Antartide.
La denominazione è stata assegnata dal gruppo sud della New Zealand Geological Survey Antarctic Expedition (1961–62) in onore dell'ingegnere Harold June, pilota del volo verso il Polo Sud dell'esploratore statunitense Byrd nel 1929.